# Mette Heeno
Mette Heeno (* 29. Juni 1976) ist eine dänische Drehbuchautorin.

## Filmografie

### Drehbuch
Kino
- 2004: Der Fakir (Fakiren fra Bilbao )
- 2004: Terkel in Trouble (Terkel i knibe)
- 2005: Bare Holger
- 2005: Nynne
- 2005: Min far er bokser
- 2006: Princess
- 2015: All Inclusive
- 2017: All Inclusive (Neuverfilmung)
- 2018: Happy Ending – 70 ist das neue 70 (Happy Ending)

Fernsehen
- 2001: Langt fra Las Vegas – Serie (Episode 3.02 Kat) (Episode 3.04 Polle Pot) (Episode 3.05 Bedste, det er bare mig) (Episode 4.03 Starfucker) (Episode 4.09 Trøstepagten) (Episode 5.09 Kim og femidomet)
- 2004: Monberg & Tuxen – Serie
- 2009–2010: Kleine Morde unter Nachbarn (Lærkevej)
- 2017–2020: #hetisingewikkeld
- 2018: The Rain – Serie (Episode 1.05 Habt Vertrauen)
- 2018–2019: Splitting Up Together
- 2021: Snow Angels (Snöänglar)
- 2022–2023: Carmen Curlers

### Vorlage
- 2018: Abserviert – Strand, Spaß und Sonne!(Larguées)

2023 wurde sie mit dem Erik Ballings Reisestipendium ausgezeichnet, das ein Preisgeld von 75.000 Kronen beinhaltet.